# Хоттигер, Марк
Марк Хо́ттигер (нем. Marc Hottiger; 7 ноября 1967, Лозанна, Швейцария) — швейцарский футболист, защитник. Наиболее известен по выступлениям за «Сьон», «Лозанну» и сборную Швейцарии. Участник чемпионата мира 1994 года и чемпионата Европы 1996.

## Клубная карьера
Марк начал свою карьеру в молодёжной команде из любительской лиги Швейцарии «Ренинс» из пригорода Лозанны. Скауты основного клуба быстро заметили талантливого защитника, и в 1988 году Хоттигер заключил свой первый профессиональный контракт.
Марк довольно быстро освоился в «Лозанне» и стал основным центральным защитником команды. Уже через год выступлений в Суперлиге Хоттигер получил приглашение в сборную страны. В течение четырёх сезонов, проведённых за родной клуб, Хоттигер стал одним из самых стабильных защитников в чемпионате, не пропустив почти ни одного матча. В 1992 году у Марка закончился контракт и он принял приглашение «Сьона».
«Сьон» впервые в своей истории выиграл Суперлигу в сезоне 1991—1992, поэтому клубу для удачного выступления в еврокубках необходимо усиление. Для этих целей был приглашён Хоттигер. Уже в первом сезоне за новый клуб Марк стал настоящим лидером команды и одним из её лучших бомбардиров. Он забил 7 голов в 32 матчах чемпионата. В следующем сезоне Хоттигер не снизил планку и поразил ворота соперников 6 раз, отыграв чемпионат почти без замен. После чемпионата мира в США Хоттигер покинул родину и принял предложение английского «Ньюкасла».
1 августа 1994 года Хоттигер подписал контракт с «Ньюкасл Юнайтед». Сумма трансфера — 525 000 фунтов стерлингов. Марк быстро завоевал место в основе сорок. В своём первом сезоне в английской Премьер-лиге Хоттигер принял участие в 38 матчах, а также забил красивый гол в поединке третьего раунда Кубка Англии против «Блэкберн Роверс».
В новом сезоне в «Ньюкасл» пришёл Уоррен Бартон и тренер «сорок» Кевин Киган делает ставку на новичка. Марк оказался на скамейке запасных, появившись на поле лишь раз. Зимой 1995 года он принял предложение от «Эвертона».
19 января 1996 года Хоттигер перешёл в стан «Эвертона». Сумма трансфера составила 700 тыс. фунтов стерлингов, но из-за возникших проблем с получением разрешения на работу Марк принял участие всего в 8 матчах чемпионата. В следующем сезоне Хоттигер нечасто появлялся на поле, запомнившись лишь голом в ворота «Болтона» на последних минутах. Из-за отсутствия игровой практики в клубе он потерял место в сборной. В июле 1997 года Марк вернулся на родину.
Летом 1997 года Хоттигер вернулся в «Лозанну». Первый сезон он отыграл довольно уверенно и принимал участие в 29 матчах. В следующем сезоне из-за жёсткой конкуренции и травмы Марк почти не играет. По окончании сезона 1998/1999 Хоттигер вновь перешёл в «Сьон», в котором и завершил карьеру в 2002 году.

## Карьера в сборной
11 октября 1989 года в отборочном матче чемпионата мира 1990 года против сборной Бельгии Хоттигер дебютировал за сборную Швейцарии. 12 сентября 1990 года в отборочном матче чемпионата Европы 1992 против сборной Болгарии он забил свой первый гол за национальную команду. В 1994 году Марк попал в заявку на участие в чемпионате мира в США. На турнире он сыграл в матчах против сборных Испании, Колумбии, Румынии и США.
В 1996 году Хоттигер попал в заявку сборной на участие в чемпионате Европы в Англии. На турнире он сыграл в матчах против команд Нидерландов и Шотландии.

### Голы за сборную Швейцарии
| #  | Дата             | Место                              | Противник  | Счёт | Результат | Соревнование                       |
| -- | ---------------- | ---------------------------------- | ---------- | ---- | --------- | ---------------------------------- |
| 1. | 12 сентября 1990 | Стад-де-Шармиль, Женева, Швейцария | Болгария   | 1:0  | 2:0       | Чемпионат Европы 1992 квалификация |
| 2. | 5 июня 1991      | Эспенмус, Санкт-Галлен, Швейцария  | Сан-Марино | 2:0  | 7:0       | Чемпионат Европы 1992 квалификация |
| 3. | 1 мая 1993       | Вандоркф, Берн, Швейцария          | Италия     | 1:0  | 1:0       | Чемпионат мира 1994 квалификация   |
| 4. | 26 апреля 1995   | Вандоркф, Берн, Швейцария          | Турция     | 1:1  | 1:2       | Чемпионат Европы 1996 квалификация |